# 斯韦克·约翰松
斯韦克·约翰松（Sverker Johansson，1961年5月26日—）是瑞典一位物理学家、语言学家、教科书作者和大学教授。他曾編寫了一個维基百科机器人，名字叫作Lsjbot。

## 生平
斯韦克·约翰松于1979年至1982年在隆德大学学习物理学。1982年斯韦克·约翰松來到哥德堡大学學習，并于1984年获得工商管理学士学位。
他畢業後任職於Eksjö，他的研究領域涉及粒子物理学以及粒子加速。1990年11月至1992年6月又開始進行中微子天文学研究。
1992年斯韦克·约翰松搬到延雪平居住，並且開始研究语言学。2005年他出版了一本書，名字叫做《语言的起源、假设的约束和语言与传播研究中的趋同证据》（Language, Constraints of Hypotheses, and Convergence Evidence in Language and Communication Studies）。 
2007年2012年期間，斯韦克·约翰松任職於奇切斯特大学。2009年至2013年5月，他又任職於延雪平大学。在此期間他結識了他的妻子。
2012年獲得语言学硕士学位。 